# Clerke (cráter)

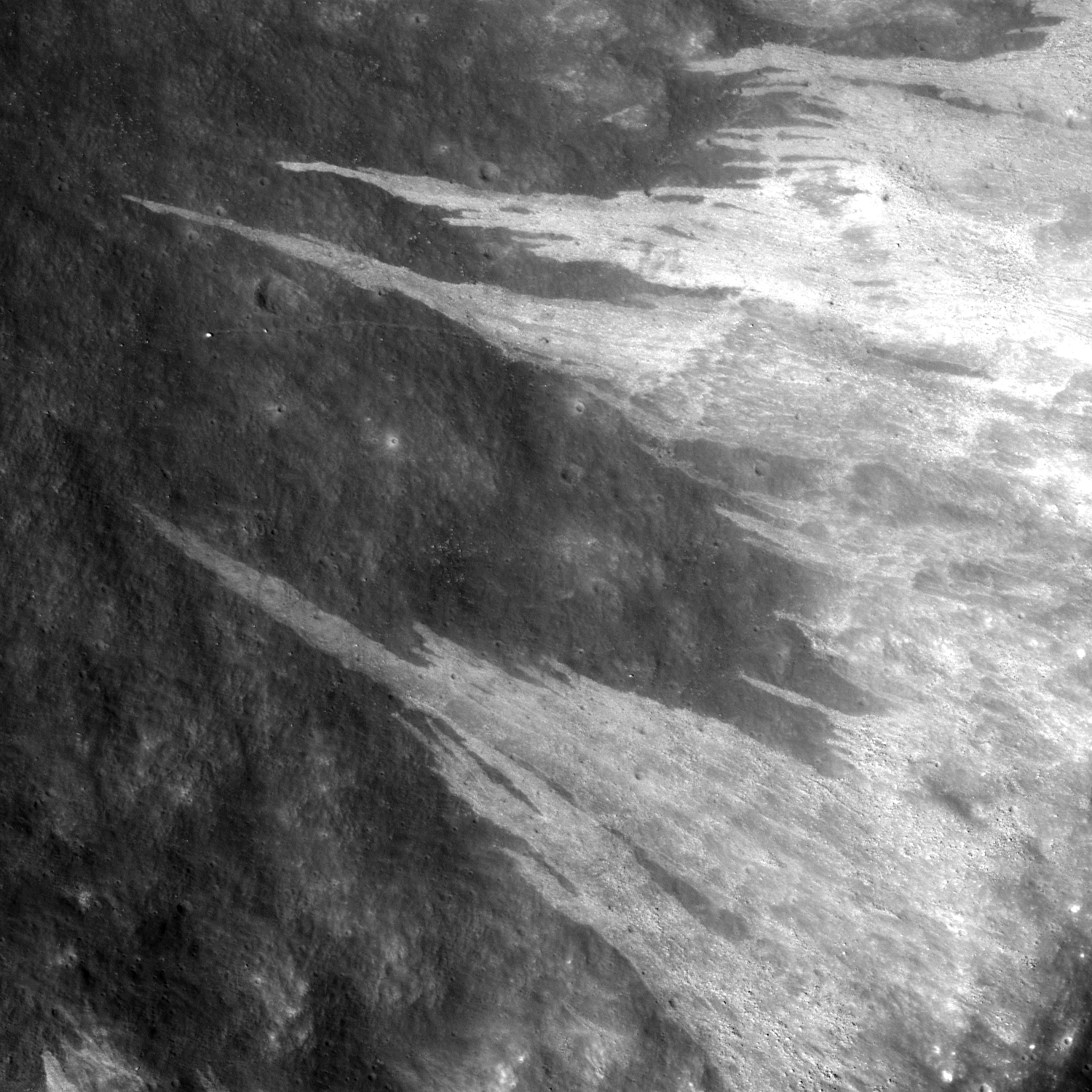
Fotografía de la misión Lunar Reconnaissance Orbiter

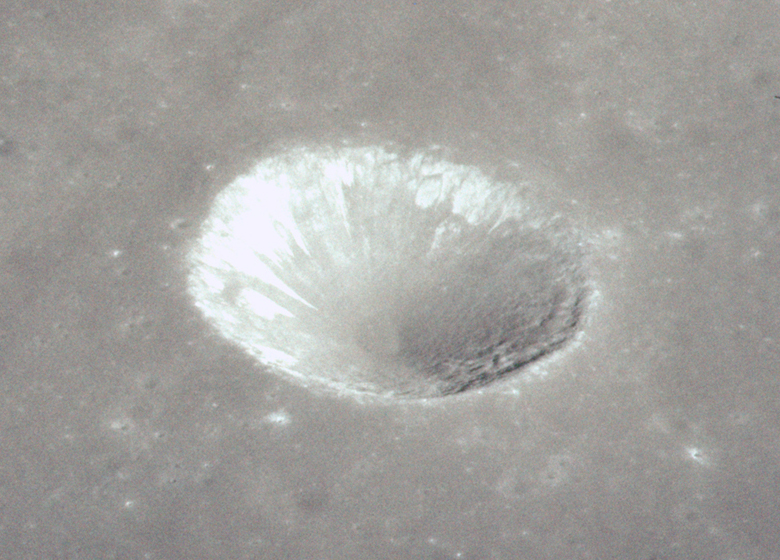
Vista oblicua desde el Apolo 17 de Clerke

Clerke es un pequeño cráter de impacto lunar. Se encuentra cerca del borde oriental del Mare Serenitatis, en medio de un sistema de rimas denominado Rimae Littrow por el cráter Littrow situado hacia el este.
|  |

Clerke es aproximadamente circular y en forma de copa, con un albedo relativamente alto. En un valle localizado hacia el sureste está situado el lugar de aterrizaje de la misión Apolo 17.
Clerke fue designado previamente Littrow B antes de ser renombrado por la UAI.